# Alix de Hessa-Darmstadt
Alix de Hessa-Darmstadt (mai târziu Alexandra Feodorovna Romanova (rusă Императрица Александра Фёдоровна Романова; n. 6 iunie 1872 — d. 17 iulie 1918), a fost una dintre nepoatele reginei Victoria. S-a căsătorit cu țarul Nicolae al II-lea al Rusiei, ultimul împărat al Imperiului Rus.

## Primii ani
Alexandra s-a născut la 6 iunie 1872 la Palatul Nou din Darmstadt ca Prințesa Viktoria Alix Helena Luise Beatrice de Hesse și de Rin. A fost al șaselea copil din cei șapte ai Marelui Duce Ludovic IV și al Prințesei Alice a Regatului Unit, care era a doua fiică a reginei Victoria și a Prințului Albert.
Alix a fost botezată la 1 iulie 1872 în conformitate cu ritualurile bisericii luterane și a primit numele mamei sale și al celor patru surori ale mamei sale, unele dintre nume sub transliterare germană. Nașii săi au fost Prințul de Wales, Prințesa de Wales, Țareviciul Rusiei, Țarina Rusiei, Prințesa Beatrice a Regatului Unit, Ducesa de Cambridge și Anna a Prusiei.

## Logodnă

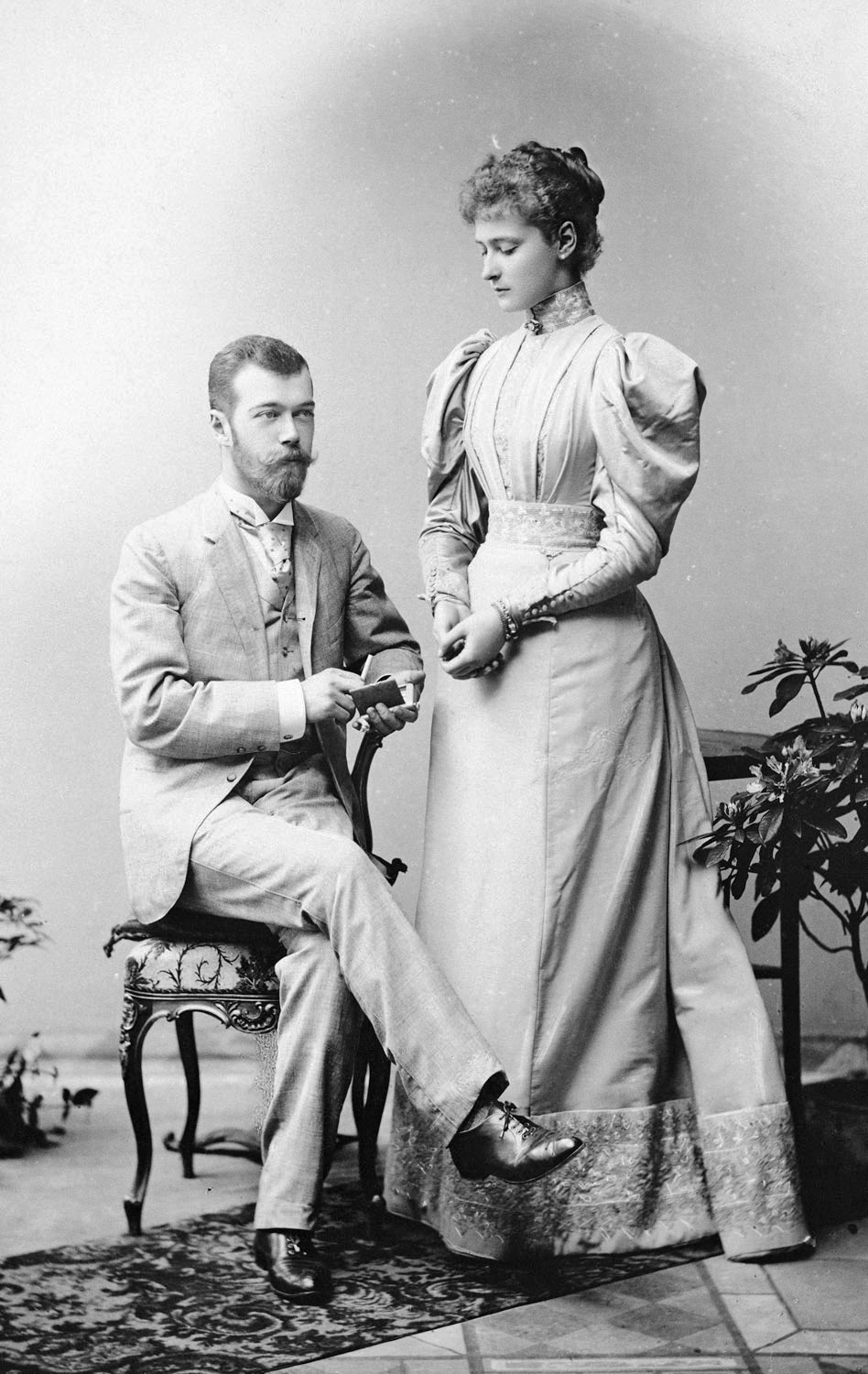
Țareviciul Nicolae și Prințesa Alix de Hesse, 1894

Alix s-a măritat relativ târziu potrivit rangului său în timpurile acelea; a respins propunerile de la Prințul Albert Victor, Duce de Clarence (fiul cel mare al Prințului de Wales) în ciuda puternicei presiuni din partea familiei.
Alix cunoscuse deja și se îndrăgostise de Țareviciul Nicolae, a cărui mamă era cumnata Prințului de Wales și al cărui unchi, Marelui Duce Serghei se căsătorise cu sora lui Alix, Elisabeta. Amândoi erau verișori de gradul al doilea fiind strănepoți ai Prințesei Wilhelmina de Baden. Nicolae și Alix s-au întâlnit pentru prima dată îm 1884 iar în 1889 când Alix s-a reîntors în Rusia, s-au îndrăgostit. La început, nici tatăl lui Nicolae, Țarul Alexandru al III-lea nici mama lui, Dagmar a Danemarcei nu au fost de acord cu căsătoria, deși Alix era nepoata împărătesei Rusiei.
Cu toate că Prințesa Alix era fina lui, era cunoscut faptul că lui Alexandru al III-lea i-ar fi plăcut ca fiul său să se căsătorească cu cineva ca Prințesa Hélène de Orléans, fiica înaltă și brunetă a lui Filip, conte de Paris, pretendent la tronul Franței.
Alix și Nicolae s-au logodit în aprilie 1894 la Coburg, Germania. Alix a renunțat la religia ei, a trecut la ortodoxism și și-a ales numele rus de Alexandra Feodorovna.

## Împărăteasă a Rusiei
Alexandru al III-lea a murit la 1 noiembrie 1894 iar Nicolae a devenit împărat al tuturor Rusiilor la vârsta de 26 de ani. Alexandra și Nicolae s-au căsătorit la Palatul de iarnă din Sankt Petersburg la 26 noiembrie (14 noiembrie stil vechi) 1894.
Sora ei mai mare Ella nu îi era doar soră ci și mătușă prin căsătorie. De fapt, ea, la fel ca și Nicolae, era verișoară primară cu regele George al V-lea; Nicolae era verișor primar cu alți trei regi: Christian al X-lea al Danemarcei, Constantin I al Greciei și Haakon al VII-lea al Norvegiei.	
Alexandra Feodorovna a devenit împărăteasă a Rusiei în ziua nunții. Încoronarea a avut loc la 14 mai 1896 la Kremlin. La festivitățile de încoronare mai multe mii de persoane au fost călcate în picioare și au murit în îmbulzeala iscată la ceremonie. Nicolae a aflat despre catastrofă mai târziu în aceiași zi și a vrut să anuleze festivitățile care urmau, dar a fost convins să nu facă asta de rude și de sfetnici. Mulți au văzut decesele ca pe o prevestire nefastă.